# 李楨宁
李楨（1569年—1638年），字汝立，號敬軒，直隸河間府任丘縣人，民籍，明末政治人物。

## 生平
萬曆三十七年（1609年）己酉科順天鄉試第一百三名舉人，三十八年（1610年）中式庚戌科會試第一百七名，三甲第九十名進士。戶部觀政，授山西平陽府洪洞縣知縣，陞兵部武選司主事，丁艱去職。累官兵部郎中，天啓六年（1626年）二月升山西按察司副使、兵备大同，晋山西按察使，因病乞休归。崇禎十一年（1638年），清軍攻任丘，佐卸任知縣白慧元抵擋清軍進攻，城破，率家众格鬪，身被数槊而死，一门从死者十七人，僅第三子李士焜因在外地做官倖免。

## 著作
有《冷然閣詩集》一卷。

## 家族
曾祖李穆，贈少師兵部尚書；祖父李登，贈少師兵部尚書；父李渭，贈洪洞縣知縣；母王氏，封太孺人。慈侍下。伯父李汶，官至兵部尚書。
從兄李桢国，號恒麓，李汶長子，官錦衣衛管衛事、後軍都督府都督佥事。李桢陛，中書科舍人。從弟李桢垣，號岱麓，左府经历、刑部郎中；李桢宇，庠生；李桢扆，廪生，戊午科舉人；李桢寧，錦衣衛千户。
子李士炤、李士燁、李士焜，字用缉，號又白，崇禎進士，授河津知县，後仕清，官至工部左侍郎。幼子李士煇。